# 島田洋一 (実業家)
島田 洋一（しまだ よういち、1943年6月27日 - ）は、日本の実業家、札幌テレビ放送株式会社相談役・元代表取締役会長・代表取締役社長。旭日小綬章受章。

## 人物
東京都出身。1967年、上智大学法学部卒業後、同年4月、日本テレビ放送網株式会社に入社。その後、同社において、事業局長、執行役員、報道局長、解説委員長、報道審査委員長、取締役常務執行役員等を歴任。
2009年、札幌テレビ放送株式会社代表取締役社長に就任。2014年、同社代表取締役会長に就任。2015年、同社代表取締役会長兼社長に就任。2016年、同社代表取締役会長に就任。2017年、同社相談役に就任。
2017年、旭日小綬章を受章。

## 略歴
- 1967年、上智大学法学部卒業後、同年4月、日本テレビ入社
- 1997年、同社事業局長
- 2000年、NTV International Corporation取締役社長
- 2003年、日本テレビ執行役員、日本テレビエンタープライズ代表取締役社長
- 2004年、同社取締役執行役員　報道局長・解説委員長・報道審査委員長
- 2005年、同社取締役執行役員
- 2007年、同社取締役常務執行役員
- 2008年、同社取締役常務執行役員コンテンツ事業局長
- 2009年、札幌テレビ放送代表取締役社長
- 2014年、同社代表取締役会長
- 2015年、同社代表取締役会長兼社長
- 2016年、同社代表取締役会長
- 2017年、同社相談役